# Тритон (бронеавтомобіль)
«Тритон» (англ. «Tryton») — бойова броньована машина-амфібія з колісною формулою 4×4 розроблена ПАТ «Кузня на Рибальському», може бути використаний як бронетранспортер або як багатоцільова броньована база для машин різного призначення.
Вперше був представлений у вересні 2015 року на виставці «Зброя та безпека-2015» у Києві.

## Характеристики
Машина призначена для сил спеціальних військових операцій Збройних сил України. Автомобіль комплектується 6-циліндровим двигуном Volvo TAD620VE об'ємом 5,7 л і потужністю 211 к.с., що працює з автоматичною 5-ступінчастою коробкою передач Allison 1000SP і має двоступеневу роздавальну коробку передач, з блокуванням міжосьового диференціала. Підвіска коліс — незалежна, важільно-торсійна. Застосовано безкамерні шини Michelin XZL MPTTL 365/80 R20.
Конструкція шасі машини запозичена в БТР-70.
«Тритон» озброєний дистанційно керованим бойовим модулем у складі:
- 12,7-мм кулемет НСВТ
- 40-мм автоматичний гранатомет УАГ-40
- Система запуску димових гранат 902У «Хмара» (6 пускових установок)
- Оптоелектронна система керування вогнем із лазерним далекоміром

Для спостереження та прицілювання застосовується кольорова CCD камера з подвійним полем зору, неохолоджувана тепловізійна камера, лазерний далекомір, а також кольоровий 12-дюймовий РК дисплей.
Корпус машини зроблений із сталевої катаної гомогенної броні, що забезпечує протикульний та протиосколковий захист рівня STANAG 4569 Level 2. Лобова 12-14 мм та скло витримують попадання кулі 12,7-мм. Бокова/верхня 6,5 мм витримує попадання кулі 7,62 мм.
Також існує версія з модулем «Іва» та комплексом «Джеб».

## Досвід використання

### Україна
Бронеавтомобілі Тритон-0103 обладнані дистанційно керованим бойовим модулем, системою розвідки та виявлення цілей, та системою передачі інформації надійшли для експлуатації Державної прикордонної служби України в 2016 році. За його допомоги на ділянці українсько-російського кордону було виявлено десятки випадків порушень, переміщення контрабанди, іншої протиправної діяльності.
Використання шасі БТР-70 спростило обслуговування та ремонт машини особовим складом ремонтних підрозділів.
Протягом 2016 року машини зазнали деяких змін на основі набутого досвіду. Так, було вдосконалено ходову частину, змінено конфігурацію системи відводу відпрацьованих газів, гальмівну систему, систему охолодження тощо.
Середній пробіг автомобілів за 2017 рік (станом на листопад місяць) склав 3,5 тис.км. Загалом за 9 місяців 2017 року «Тритони» 255 разів були використані в охороні державного кордону. За їх допомоги виявлено 11 порушників.

## Оператори
- Україна:
  - Державна прикордонна служба України: на початку 2016 року українські інтернет-ЗМІ повідомили, що Державна прикордонна служба замовила 62 автомобілі «Тритон» із комплексом наземної розвідки «Джеб», до складу якого входить РЛС «Лис-М»[3] на загальну суму 59,5 млн грн. Відомо про постачання чотирьох одиниць БКМ «Тритон-0103» на дослідну експлуатацію. У комплектацію кожної машини входили відповідний бойовий модуль із системою керування вогнем, система зовнішнього зв'язку та передачі даних, комплекс наземної розвідки «Джеб», та інше додаткове обладнання. При цьому вартість шасі склала ₴6,55 млн, бойового модуля — ₴3,45 млн, системи передачі даних та комплекс «Джеб» — ₴4,86 млн. Сукупна вартість всієї машини склала ₴14 млн 876 тис в цінах 2015 року[4][5].

## Галерея

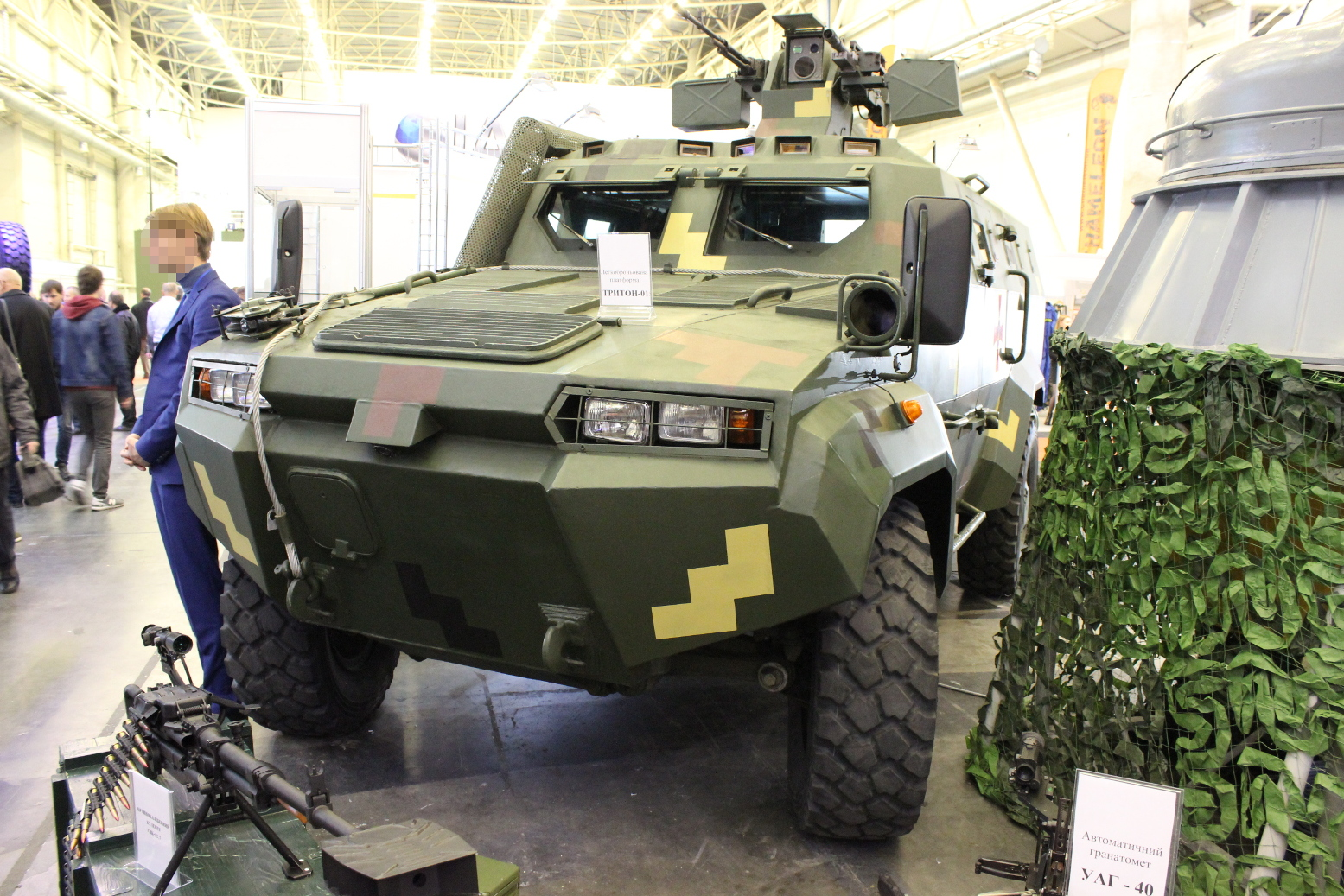
«Тритон» з дистанційно керованим бойовим модулем
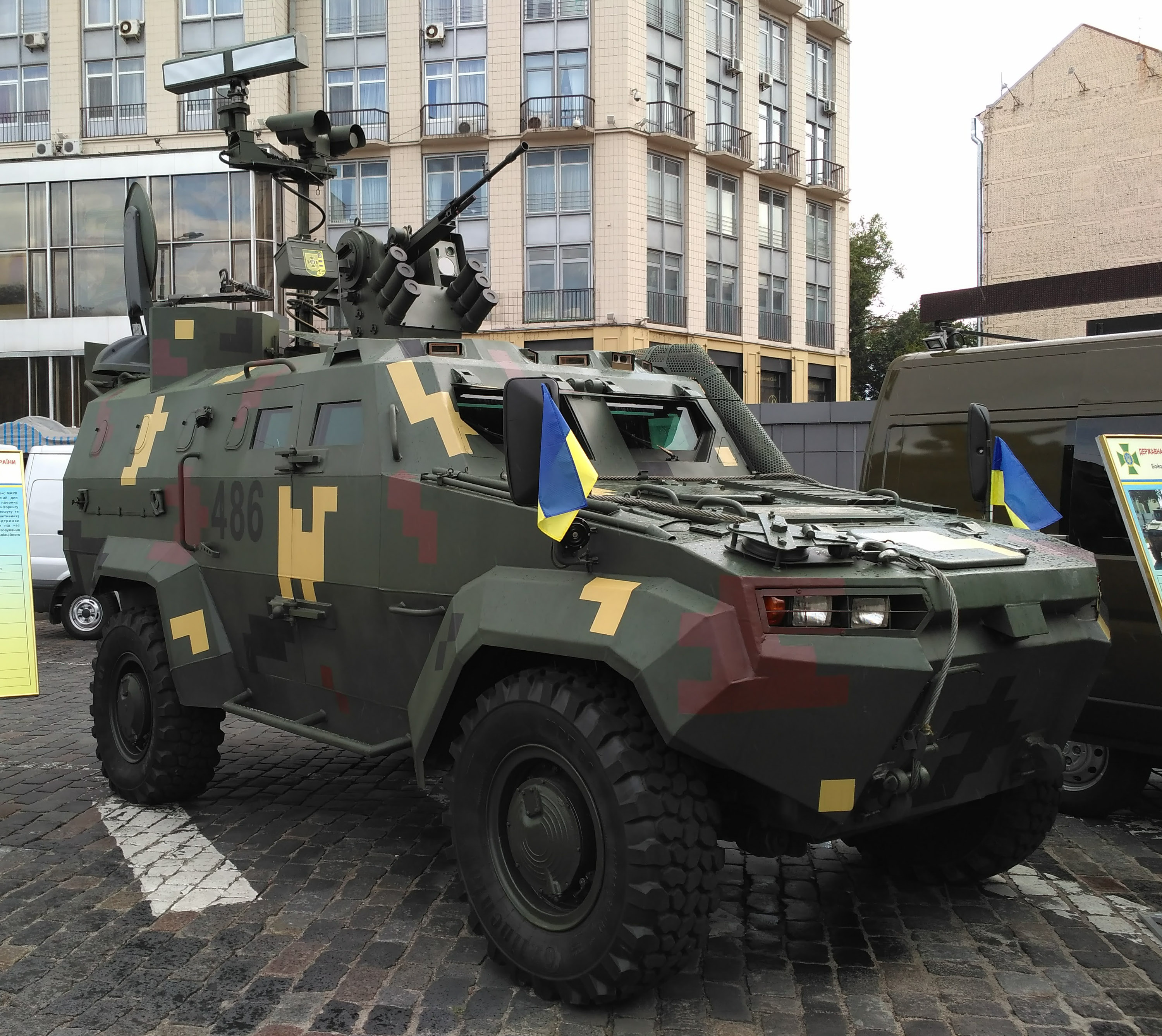
Комплекс «Джеб» на бронеавтомобілі «Тритон»
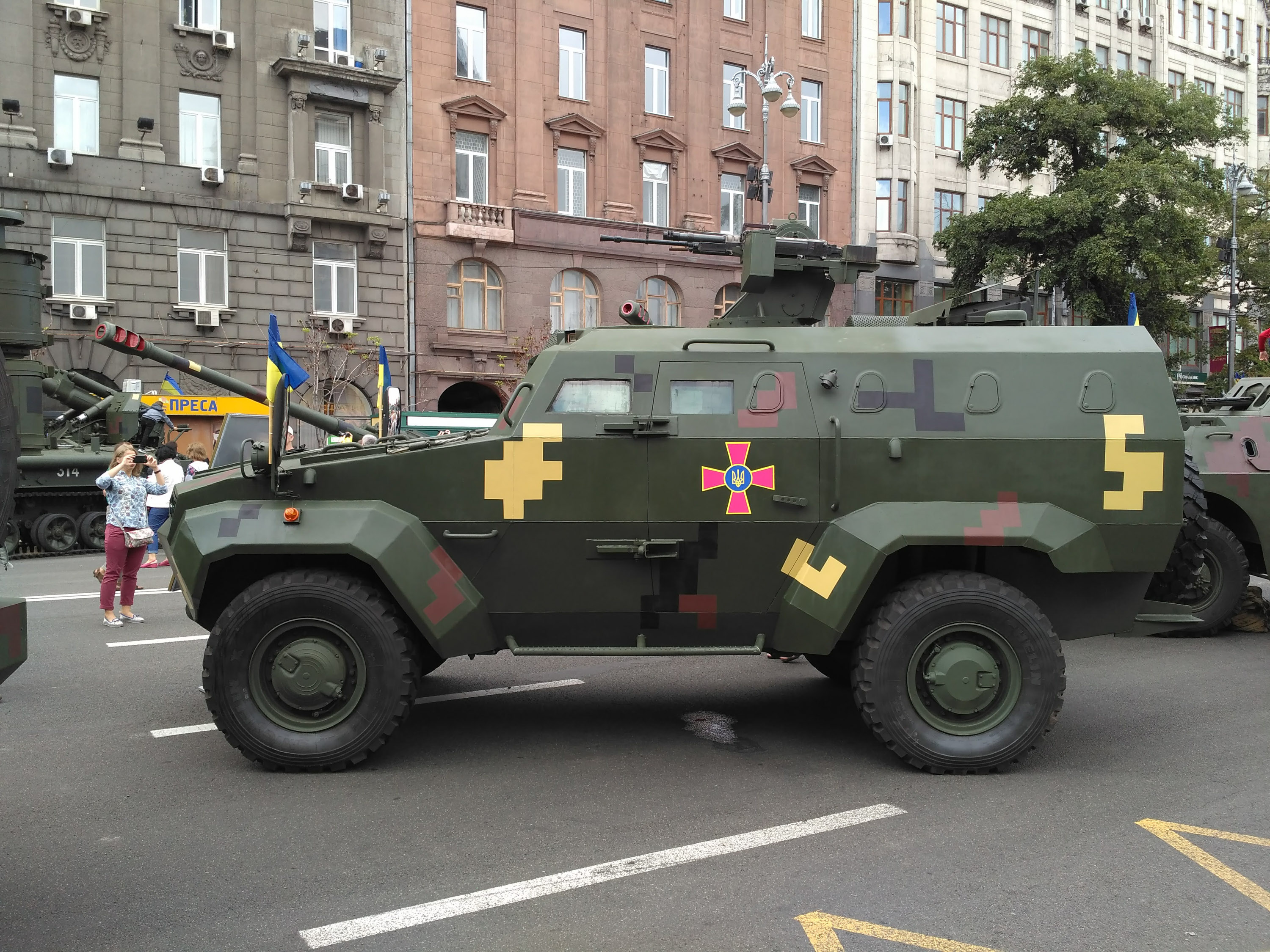